# 小行星2457
小行星2457（2457 Rublyov）是一颗围绕太阳公转的小行星。1975年10月3日，柳德米拉·切爾尼赫在克里米亚发现了此天体。
該小行星以俄羅斯畫家安德烈·魯布烈夫命名。
这颗小行星的绝对星等为77.50704818813443等。